# Tiểu đoàn Biệt kích dù Campuchia
Tiểu đoàn Biệt kích dù Campuchia (tiếng Pháp: Battaillon de Commandos Parachutistes – BCP) là một trong những đơn vị lực lượng đặc biệt chính của Lực lượng Vũ trang Quốc gia Khmer (tiếng Pháp: Forces Armées Nationales Khmères – FANK), chiến đấu trong giai đoạn cuối cùng của cuộc nội chiến Campuchia 1970–1975.

## Lịch sử hình thành
Tiểu đoàn Biệt kích dù Campuchia được hình thành từ một nhóm quân số 60 người được gửi đến Indonesia vào tháng 3 năm 1972 để tham dự khóa học tại Trường huấn luyện biệt kích dù Batujajar nằm gần Bandung ở Tây Java.Tuy nhiên, một số lượng đáng kể trong đội bao gồm những tân binh được rút ra từ cộng đồng thiểu số người Chăm Hồi giáo của Campuchia. Sau khi hoàn thành khóa học chín tháng do các giáo viên Bộ Tư lệnh lực lượng đặc biệt Indonesia Kopassus hướng dẫn, cả đội trở về Phnôm Pênh vào tháng 11 năm 1972. Ngay khi trở về, khoảng 20 thành viên của đội được phân công vào Lữ đoàn 5 Bộ binh FANK mà phần lớn là người Hồi giáo, 36 sinh viên Chăm tốt nghiệp còn lại đã được bàn giao cho một đơn vị nghi lễ đóng tại Thủ đô Campuchia cho đến năm 1974. Họ còn được dùng làm cán bộ cho Tiểu đoàn Biệt kích dù Campuchia vào tháng 3 năm 1975, tuy quản lý lỏng lẻo theo sự phân công của lực lượng đặc biệt Khmer, biệt kích dù đã điều quân đến bảo vệ vành đai phòng thủ phía tây bắc Phnôm Pênh nhưng không thể ngăn nổi sức tiến công dữ dội của Khmer Đỏ cho đến đầu tháng 4 thì tan rã hoàn toàn.

## Vũ khí và trang bị
Tiểu đoàn Biệt kích dù Campuchia sử dụng vũ khí và trang thiết bị tiêu chuẩn của Mỹ được phân phát cho toàn đội hình FANK, dù vẫn chưa rõ nếu họ đã từng sử dụng vũ khí nhỏ thu được của Liên Xô hay Trung Quốc như các đơn vị đặc biệt của Campuchia.  
- Bỉ FN GP35 súng lục
- Hoa Kỳ Colt.45 M1911 súng lục
- Hoa Kỳ Smith & Wesson mẫu 39 súng lục ổ quay
- Hoa Kỳ M16A1 súng trường tấn công
- Hoa Kỳ CAR-15 súng carbine tấn công
- Hoa Kỳ M60 súng máy đa năng
- Hoa Kỳ M72 LAW súng phóng rốc két chống tăng
- Hoa Kỳ M79
- Hoa Kỳ Súng cối M29
- Hoa Kỳ Mìn chống người định hướng M18